# Nashat Akram
Nashat Akram Ali (àrab: نشأت اكرم, Naxʾat Akram; n. Hilla, Iraq, 12 de setembre de 1984) és un futbolista internacional iraquià. Juga de migcampista i el seu club actual és l'Al Nasr SC de la Primera Divisió dels Emirats Àrabs Units.

## Biografia
Nashat Akram va començar la seva carrera futbolística al seu país natal, en les categories inferiors de l'Al-Shorta. L'any 2000 va passar a formar part de la primera plantilla del club amb tan sols 16 anys. En la seva primera temporada el club queda tercer en la Lliga iraquiana de futbol, lloc que repetirà a l'any següent. El 2003 aconsegueix quedar segon en el campionat de lliga a tan sols un punt del campió, l'Al-Zawraa; a més arriba a la final de la Copa de l'Iraq, títol que finalment va anar a parar a l'Al-Talaba. Amb aquest equip es proclama campió de la Umm Al Ma’arak Cup en tres ocasions.
El 2003 emigra a l'Aràbia Saudita per fitxar per l'Al-Nasr, amb qui guanya una Copa Internacional de Damasc. Al final de la temporada decideix abandonar el club a causa de diversos retards i impagaments en el seu salari.
L'any següent s'uneix a l'Al-Shabab. Ajuda l'equip a conquistar el títol de Lliga el 2006, essent escollit com a Millor jugador del campionat.
El 2007 el Sunderland s'interessa per ell, però finalment no es va finalitzar el fitxatge, així que l'1 d'agost decideix fitxar per l'Al-Ain FC. El mes de gener el Manchester City intenta fitxar-lo, però li és denegat el permís de treball al Regne Unit. Aquest mateix any, Akram va quedar tercer en les votacions per al premi Futbolista de l'any d'Àsia, per darrere del guanyador, Yasser Al-Qahtani, i de Younis Mahmoud.
El 2008 signa un contracte amb l'Al-Gharafa de Qatar. El seu debut amb aquest equip es va produir el 27 d'abril en un partit de la Copa Príncep de la Corona de Qatar contra l'Al-Arabi Sports Club (4-3).
El 19 de maig de 2009 va emigrar als Països Baixos per unir-se al FC Twente.

## Internacional

### Categories inferiors
Va conquistar el Campionat Juvenil de la AFC de 2000.
Va participar en la Copa Mundial de Futbol Juvenil de 2001, on va disputar el partit Iraq-Canadà, que va acabar amb un resultat de 0-3. En aquesta trobada, Nashat Akram va saltar al terreny de joc en el minut 61 substituint el seu compatriota Mohannad Shitach. L'Iraq no va poder passar de la fase de grups en aquest torneig.
Va formar part de l'equip olímpic que va participar en el Torneig masculí de futbol en els Jocs Olímpics d'Atenes 2004 i que va arribar a semifinals. Nashat Akram va disputar tres partits, contra Paraguai, Costa Rica i Portugal.

### Selecció absoluta
Ha estat internacional amb la Selecció de futbol de l'Iraq en 74 ocasions. El seu debut amb la samarreta nacional es va produir el 5 d'octubre de 2001 en el partit de Classificació per al Mundial de 2002 entre Iraq i Aràbia Saudita (que va acabar amb el resultat d'1-2), quan va saltar al terreny de joc en el minut 85 substituint el seu compatriota Taiseer Mohammad.
Va participar en la Copa d'Àsia 2004, quedant en tercer lloc. Amb la seva selecció va guanyar la Copa d'Àsia 2007. En aquest torneig va disputar tots els partits (7) i va marcar dos gols.
Akram té el rècord amb la major quantitat de partits jugats amb la seva selecció, amb un total de 109.

## Clubs
| Club        | País                | Any               |
| ----------- | ------------------- | ----------------- |
| Al-Shorta   | Iraq                | 2000-2003         |
| Al-Nasr     | Aràbia Saudita      | 2003-2004         |
| Al-Shabab   | Aràbia Saudita      | 2004-2007         |
| Al-Ain FC   | Aràbia Saudita      | 2007              |
| Al-Gharrafa | Qatar               | 2008-2009         |
| FC Twente   | Països Baixos       | 2009-2010         |
| Al-Warkah   | Qatar               | 2010-2011         |
| Lekhwiya    | Qatar               | 2011              |
| Al-Warkah   | Qatar               | 2012              |
| Al-Nasr     | Emirats Àrabs Units | 2012 - actualitat |

## Palmarès
- 1 Campionat Juvenil de la AFC, (selecció iraquiana sub-19, 2000)
- 3 Umm Al Ma’arak Cup (Al-Shorta; 2000, 2001 i 2003)
- 1 Copa Internacional de Damasc (Al-Nasr, 2004)
- 1 Lliga Saudita (Al-Shabab, 2006)
- 1 Copa Asiàtica (selecció iraquiana, 2007)
- Millor jugador de la Lliga d'Aràbia Saudita (2006)